# Fontaine de la rue du Cherche-Midi
La fontaine de la rue du Cherche-Midi, appelée aussi fontaine de Neptune, est située dans le 6e arrondissement de Paris, au n°86 de la rue du Cherche-Midi, anciennement cour des Vieilles-Thuilleries.

## Description
La fontaine de la rue du Cherche-Midi, qui n'est plus opérationnelle, se trouve au fond d’une cour pavée de cette ancienne voie. Placée au centre d’un portique agrémenté de fresques avec des dragons et des chérubins, elle est surmontée d’une corniche où trône Neptune, le trident à la main. L’eau s’écoulait autrefois d’un mascaron, toujours présent, représentant la tête d’un lion.

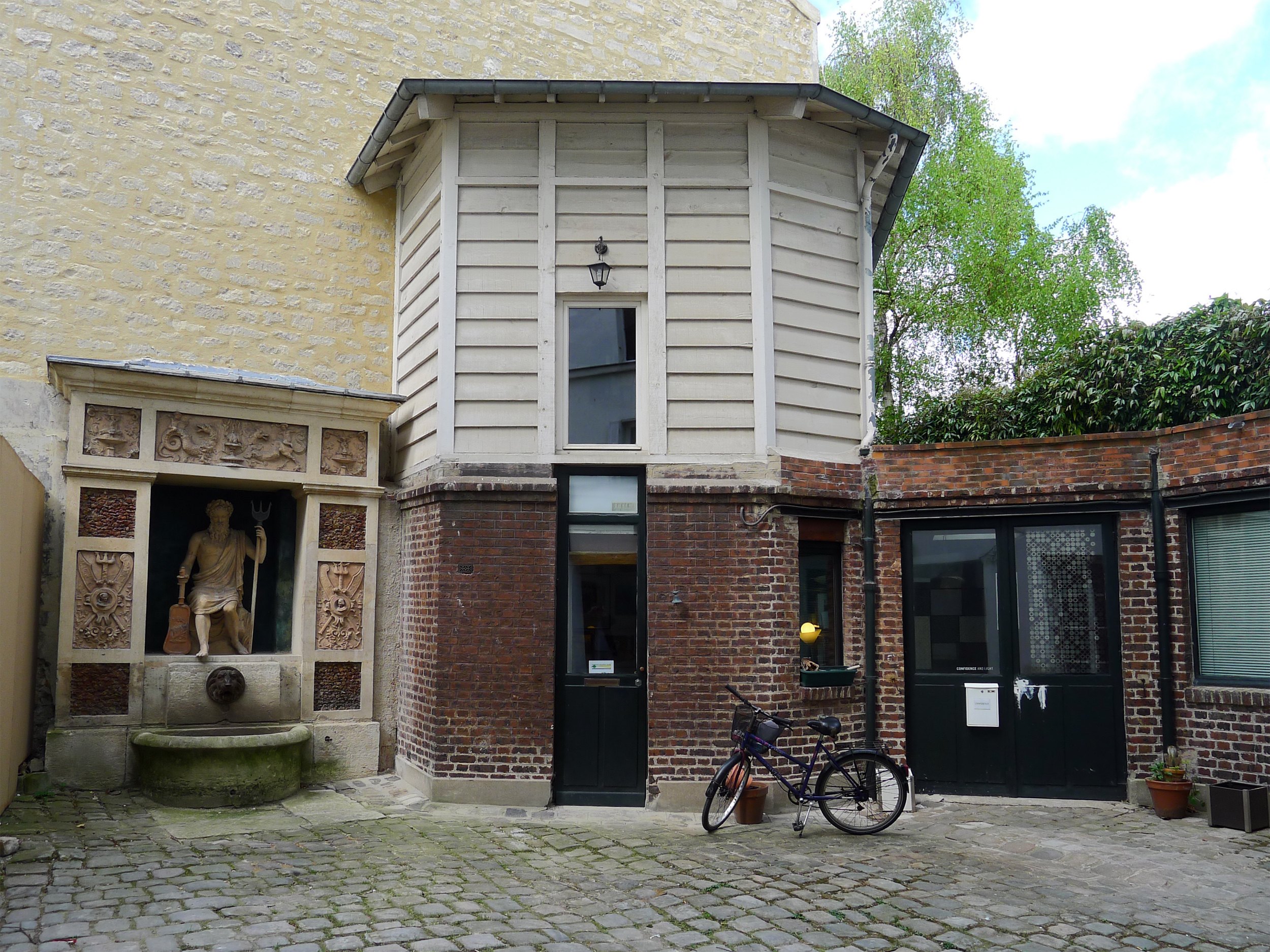
La fontaine se trouve au fond d'une cour pavée.
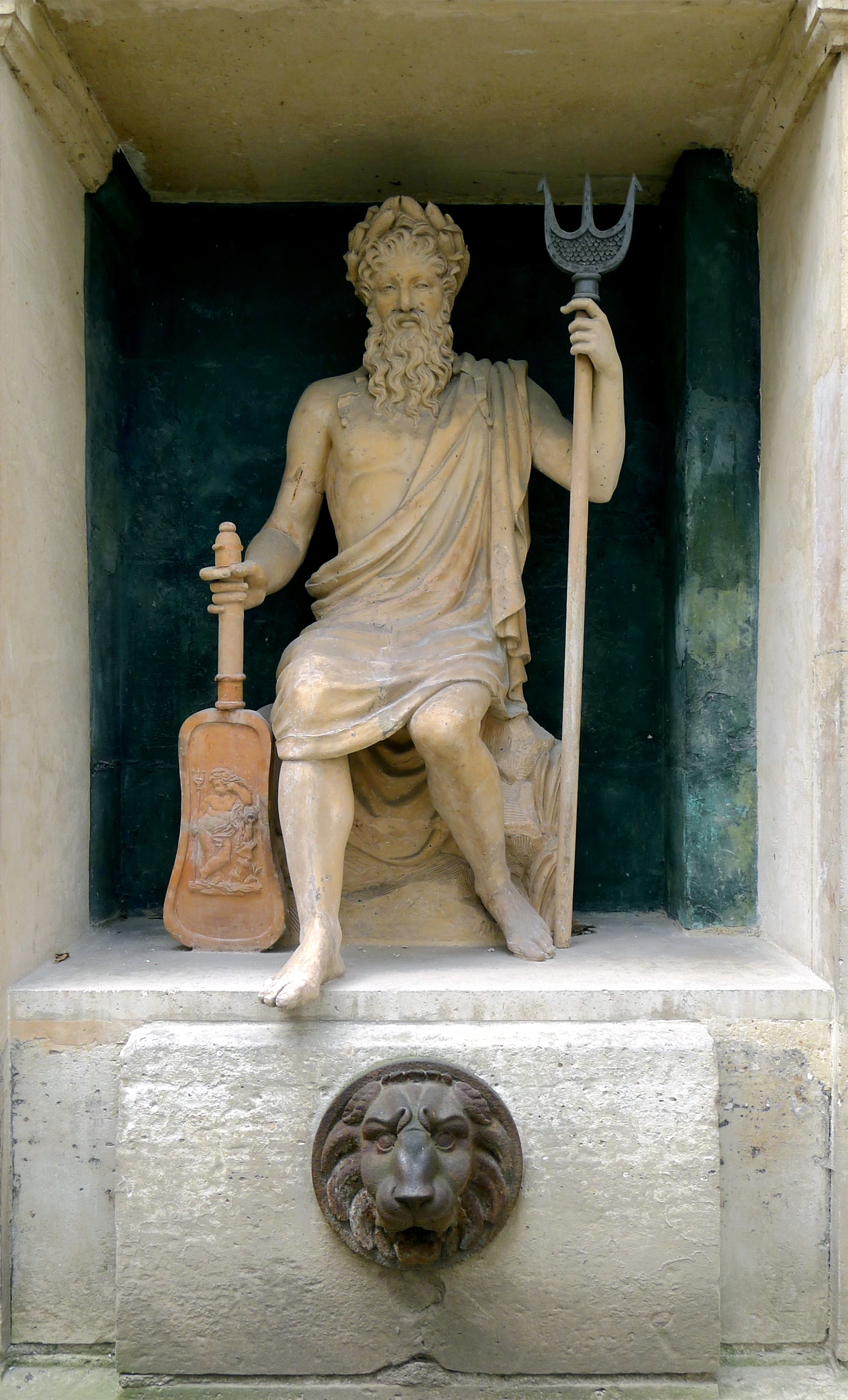
Détail.